# Yakkity Yak
Yakkity Yak è una serie televisiva animata canadese-australiana del 2002, creata e diretta da Mark Gravas. Nel 2004 lo show è stato candidato per un Leo Award per "La miglior colonna sonora musicale".
La serie ruota attorno a Yakkity Yak, uno yak 12enne che aspira a diventare un comico professionista.
La serie è stata trasmessa per la prima volta in Canada su Teletoon dal 9 novembre 2002 al 12 dicembre 2003, per un totale di 26 episodi in una stagione. In Italia la serie è stata trasmessa su Nickelodeon dal 1º giugno 2005 e su Nick Jr. dal novembre 2011.

## Trama
Yakkity Yak è uno yak antropomorfo di 12 anni che vuole diventare un comico professionista, ma le sue battute vengono considerate per nulla divertenti da tutti. La serie si svolge a Onion Falls, in Australia (ispirata a Lithgow, nel Nuovo Galles del Sud). Yak vive le sue avventure con i suoi due amici Keo (Un ananas antropomorfo) e Lemony (Una bambina umana).

## Episodi
| Stagione       | Episodi | Prima TV USA | Prima TV Italia |
| -------------- | ------- | ------------ | --------------- |
| Prima stagione | 26      | 2002-2003    | 2005            |

## Personaggi e doppiatori
- Yakkity Yak, voce originale di Lee Tockar, italiana di Patrizio Prata.
- Keo, voce originale di Brian Drummond, italiana di Luca Sandri.
- Lemony, voce originale di Andrea Libman.
- Professor Crazyhair, voce originale di Scott McNeil.
- Mr. Trylobite, voce originale di Jason Schombing, italiana di Mario Zucca.
- Nonna Yak, voce originale di Pam Hyatt.
- Penelope, voce originale di Tabitha St. Germain.
- Mr. Highpants, voce originale di Ian James Corlett.
- Rondo, voce originale di Ian James Corlett, italiana di Diego Sabre.